# Анна (первосвященник)

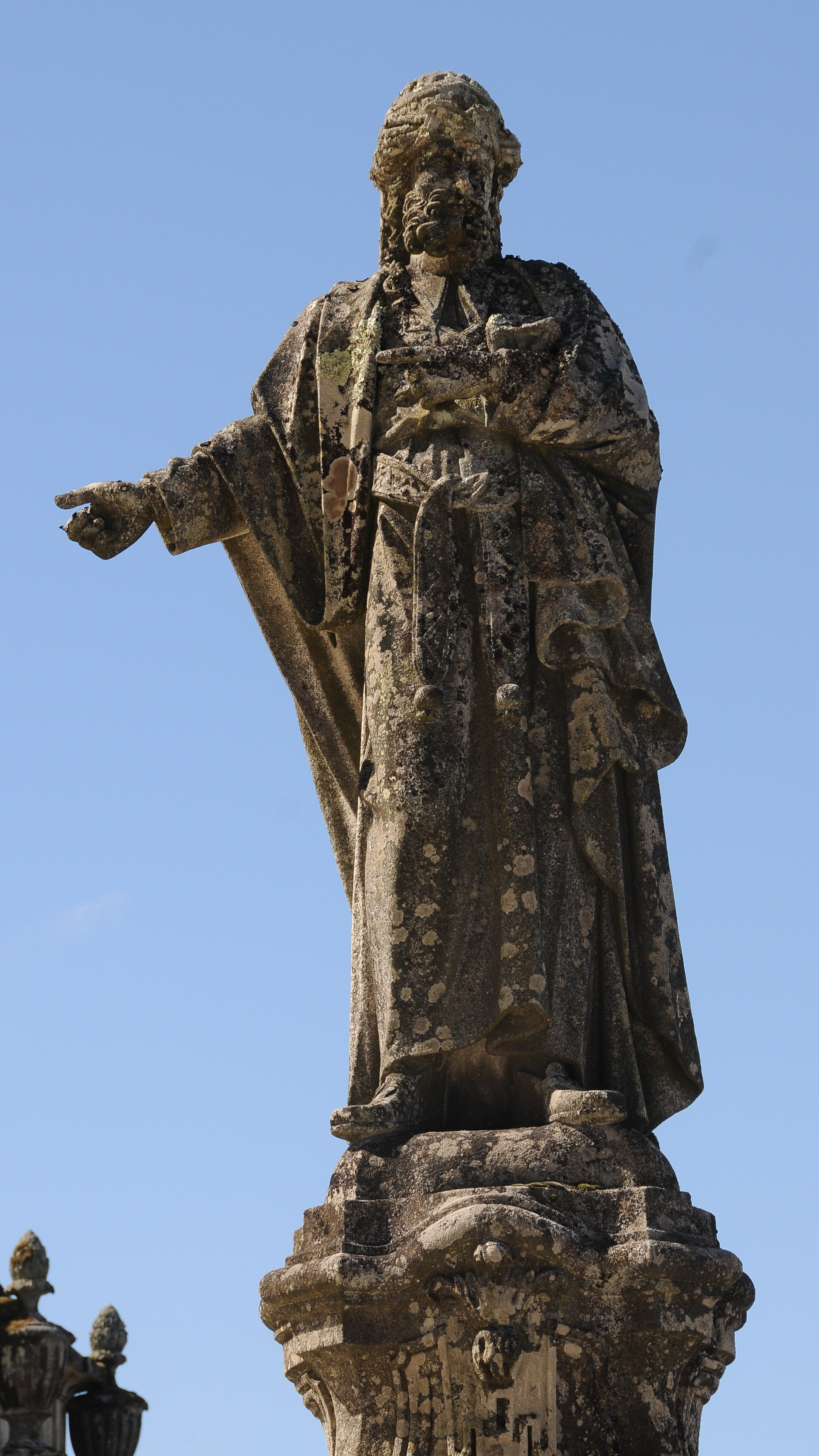
Анна. Bom Jesus do Monte

Анна (лат. Ananus чи лат. Ananias) — юдейський первосвященник з 6 по 15 роки за часів римського імператора Октавіана Августа. Тесть первосвященника Каяфи. Поставлений на посаду намісником імператора у Сирії Квірінієм, що прибув у Юдею для приєднання земель Ірода Архелая.

## Відомості
Про первосвященника Анну розповідає Йосип Флавій у роботі Юдейські старожитності, де Анна названий син Сета. За Флавієм, первосвященника Анну змістив з посади римський префект Юдеї Валерій Ґрат. Ім'я «Анна» перекладене Йосипом Флавієм на «Ананес» було скороченням єврейського «Ананія». Йосип Флавій також пише, що це була людина щаслива, тому що був довгий час первосвященником і тому, що такими були і п'ять його синів і навіть після його усунення з посади також і його зять Каяфа. Він і далі мав вплив і владу, бо коли первосвященниками були його зять і сини, всіма справами таємно чи явно керував він сам.

## Особа Анни в Євангеліях
За Євангелієм від Івана, Анна був тестем Каяфи — первосвященника у 18–37 роках. Євангеліє від Івана та від Луки вказують, що Анна був первосвященником у часи земного життя Ісуса Христа. У Лк. 3:2 Анну називають первосвященником разом з Каяфою. Причина цьому, усунення з посади Анни римлянами, яке євреї не визнали і далі бачили його як первосвященника.

## Допит Ісуса Христа
За Ів. 18:12–24 привели Ісуса на допит спочатку до Анни, який допитував Його про його вчення та учнів. У Євангелії від Луки (Лк. 22:66–71) допит відбувається перед Синедріоном вже зранку. Не виключено і доповнення одна одною цих подій. Анна був членом Синедріону і також брав участь у суді над апостолами Петром та Іваном (Дії 4:6).

## Сини Анни
Про його п'ятьох синів згадує Йосип Флавій:
- Елеазар, син Анни (первосвященник в 16–17 роках)
- Йонатан бен Анна (37 р.)
- Теофіл бен Анна (37–41 роки)
- Матіас бен Анна (43 р.)
- Анна, бен Анна (63 р.)